# Бейлевелд, Анк
Анна Теодора Бернардина «Анк» Бейлевелд-Схаутен (нидерл. Anna Theodora Bernardina "Ank" Bijleveld-Schouten, род. 17 марта 1962, Эйсселмёйден, Нидерланды) — нидерландский государственный деятель. Член партии Христианско-демократический призыв. В прошлом — министр обороны Нидерландов (2017—2021), королевский комиссар (глава) провинции Оверэйссел (2011—2017), статс-секретарь внутренних дел и по делам королевства Нидерландов (2007—2010), бургомистр (мэр) города Хоф-ван-Твенте (2001—2007), член Второй палаты Генеральных штатов Нидерландов (1989—2001, 2010—2011). Рыцарь ордена Оранских-Нассау (2001).

## Биография
26 октября 2017 года получила портфель министра обороны в третьем кабинете Рютте. 17 сентября 2021 года ушла в отставку, после того как 15 сентября Вторая палата Генеральных штатов Нидерландов выразила ей и Сигрид Кааг недоверие в связи с плохой организацией эвакуации из Афганистана после падения Кабула. Исполняющим обязанности министра стал министр юстиции и безопасности Фердинанд Грапперхаус.